# جوادة
قرية جوادة هي إحدى القرى التابعة لمركز مطاي بمحافظة المنيا في جمهورية مصر العربية. حسب إحصاءات سنة 2006، بلغ إجمالي السكان في جوادة 6142 نسمة، منهم 3098 رجلا و3044 امرأة.